# Yigoga nigrescens
Yigoga nigrescens är en fjärilsart som beskrevs av Höfner 1887. Yigoga nigrescens ingår i släktet Yigoga och familjen nattflyn. Inga underarter finns listade i Catalogue of Life.